# Morlens

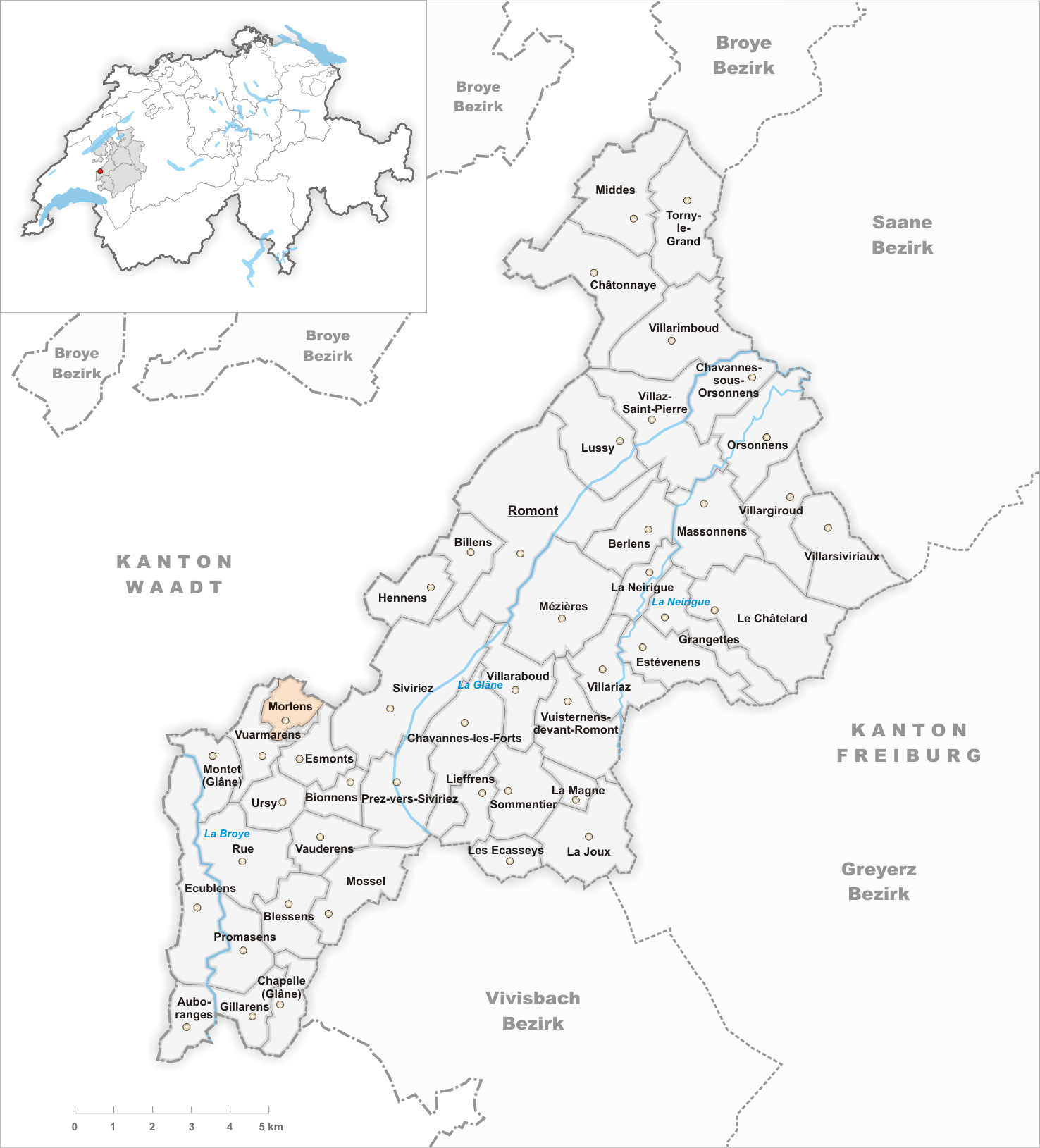
Gemeindestand vor der Fusion am 1. Januar 1991

Morlens ist ein Weiler und eine früher selbständige politische Gemeinde im Distrikt Glâne des Kantons Freiburg in der Schweiz. Am 1. Januar 1991 wurde Morlens nach Vuarmarens eingemeindet, welches seinerseits am 1. Januar 2012 mit Ursy fusionierte.

## Geographie
Morlens liegt auf 725 m ü. M., acht Kilometer südwestlich des Bezirkshauptortes Romont (Luftlinie). Der Weiler erstreckt sich in einer Geländemulde des Dorfbachs von Vuarmarens, östlich des Broyetals, im Molassehügelland des Freiburger Mittellandes. Die ehemalige Gemeindefläche umfasste die Mulde von Morlens, umgeben von den Waldhöhen Contour (837 m ü. M.) im Osten, Riondbochet (834 m ü. M.) im Norden und En Ardra (784 m ü. M.) im Westen.

## Bevölkerung
Mit 34 Einwohnern (1990) zählte Morlens vor der Fusion zu den kleinsten Gemeinden des Kantons Freiburg. Im Jahr 1850 hatte die Gemeinde noch 62 Einwohner.
Einwohnerzahlen: Volkszählungsdaten

## Wirtschaft
Morlens lebt noch heute von der Landwirtschaft, insbesondere von der Milchwirtschaft und der Viehzucht, daneben gibt es auch kleinere Ackerbauflächen.

## Verkehr
Der Weiler liegt abseits der grösseren Durchgangsstrassen, ist aber von Vuarmarens leicht erreichbar. Morlens besitzt keinen Anschluss an das Netz des öffentlichen Verkehrs; die nächste Bushaltestelle befindet sich in Vuarmarens, rund 1 km von Morlens entfernt.

## Geschichte
Das Gebiet von Morlens war schon sehr früh besiedelt, was durch den Fund eines Tumulus aus der Hallstattzeit und von römischen Münzen bestätigt werden konnte. Die erste urkundliche Erwähnung des Ortes erfolgte im Jahr 996 unter dem Namen villa Morlingis. Später erschienen die Bezeichnungen Mollens (1179) und Morllens (1668), während der heutige Name Morlens 1111 erstmals überliefert ist. Der Ortsname ist vom burgundischen Personennamen Maurila abgeleitet und bedeutet mit dem Suffix -ens so viel wie bei den Leuten des Maurila.
Morlens war im Hochmittelalter im Besitz der Abtei Saint-Maurice, die beim Ort vermutlich in der Zeit zwischen dem 7. und 9. Jahrhundert eine Pfarrei gründete, die zu den ältesten des Kantons Freiburg gehört. Als die Berner 1536 das Waadtland eroberten, kam Morlens unter die Herrschaft von Freiburg und wurde der Vogtei Rue zugeordnet. Nach dem Zusammenbruch des Ancien Régime (1798) gehörte das Dorf während der Helvetik und der darauf folgenden Zeit zum Bezirk Rue und wurde 1848 in den Bezirk Glâne eingegliedert. Die seit 1668 in Ursy-Morlens umbenannte Pfarrei wurde 1869 nach Ursy verlegt. Am 1. Januar 1991 wurde Morlens aufgrund seiner finanziellen Schwierigkeiten nach Vuarmarens eingemeindet.

## Sehenswürdigkeiten
Die Kirche Saint-Maurice-et-Médard wurde im Jahr 1493 geweiht und 1678 restauriert.